# Arbeitslosenentschädigung (Schweiz)
Als Arbeitslosenentschädigung wird eine Leistung der Schweizer Arbeitslosenversicherung für in der Schweiz wohnhafte arbeitslose Personen bezeichnet. 

## Arbeitslosenentschädigung im Wesentlichen
Berechtige Personen haben Anspruch auf ein Arbeitslosentaggeld, falls sie ganz oder teilweise arbeitslos werden. Die Arbeitslosenkassen sind zuständig für die Abklärung, ob eine Person Anspruch auf Arbeitslosenentschädigung hat.

## Versicherte Personen
Anspruchsberechtigt sind versicherte Arbeitnehmer und neu in den Arbeitsmarkt eintretende Personen. In der Schweiz sind sämtliche Arbeitnehmer mit Arbeitsort Schweiz obligatorisch versichert. Selbständigerwerbende sind nicht versichert. Ebenfalls nicht versichert sind unselbständig erwerbende Personen, welche als Gesellschafter einer Aktiengesellschaft oder einer GmbH die Entscheidungen dieser Firma wesentlich beeinflussen können. Anspruchsberechtigte müssen die obligatorische Schulzeit absolviert haben und dürfen weder das Rentenalter der AHV erreicht haben noch eine Altersrente der AHV beziehen.

## Höhe der Anspruchsberechtigung
Die Arbeitslosenentschädigung wird in Form von Taggeldern ausbezahlt. Die Höhe der Taggelder richtet sich dabei nach dem versicherten Verdienst. Der Taggeldansatz beträgt üblicherweise 70 % des versicherten Verdienstes. In gewissen Fällen gilt ein Taggeldansatz von 80 %, wie beispielsweise bei einem versicherten Verdienst von unter CHF 3’797.50, Unterhaltspflicht für Kinder oder Jugendliche in Ausbildung oder Bezug einer Rente der Invalidenversicherung (IV) oder der Unfallversicherung (Suva). Die Berechnung des Auszahlungsbetrags erfolgt pro Arbeitstag und dieser kann folglich von Monat zu Monat unterschiedlich hoch sein. Des Weiteren gilt eine Höchstzahl der Taggelder:
- 400 Taggelder bei einer Beitragszeit von mindestens 12 Monaten
- 520 Taggelder bei einer Beitragszeit von mindestens 18 Monaten und dem Erreichen des 55. Altersjahres
- 520 Taggelder bei einer Beitragszeit von mindestens 18 Monaten und dem Bezug einer Rente der IV oder der Suva
- 260 Taggelder falls die Beitragszeit von mindestens 12 Monaten nicht erfüllt ist, aber gewisse Befreiungsgründe wie Ausbildung, Krankheit usw.  vorliegen

Der höchstens versicherte Verdienst betrug bis zum 31. Dezember 2015 CHF 10'500 pro Monat bzw. CHF 126'000 pro Jahr. 
Seit dem 1. Januar 2016 beträgt der höchstens versicherte Verdienst neu CHF 12'350 pro Monat bzw. CHF 148'200 pro Jahr.